# Iniciativa per Catalunya Verds
Iniciativa per Catalunya Verds (Nederlands: Initiatief voor Catalonië - Groenen) of ICV is een voormalige politieke partij actief in Catalonië. In Europees verband was de partij lid van de Europese Groene Partij en de fractie De Groenen/Vrije Europese Alliantie.
Vanaf 2011 werkten ze samen met EQUO, de groene partij voor de rest van Spanje, die in dat jaar gevormd werd uit een groot aantal, vooral regionale partijen. ICV is ontstaan uit Iniciativa per Catalunya en Els Verds. Tussen 2004 en 2010 vormde het een deel van de coalitie in Catalonië, samen met Partit dels Socialistes de Catalunya en Esquerra Republicana de Catalunya. In de verkiezingen van 2009 veroverden ze een zetel in het Europees Parlement.
Vanaf de oprichting van Podemos in 2014 werkte ICV samen met deze partij, vanaf 2019 in het samenwerkingsverband Unidas Podemos.
In juli 2019 kondigde partijcoördinator David Cid de ontmanteling van de organisatie aan, vanwege opgebouwde schulden van ongeveer 9,2 miljoen euro.